# بيلة جرثومية
تجرثم البول (بالإنجليزية: Bacteriuria) هو عبارة عن وجود بكتيريا في البول. يقسم إلى نوعين رئيسيين، بوجود أعراض ( التهاب المسالك البولية ) ودون تواجد اعراض.
ويتم تشخيص هذه الحالة بواسطة تحليل البول أو زراعه البول . الإشريكية القولونية هي الجرثومة الأكثر انتشاراً المسببة لمثل هذه الحالات. معظم الاشخاص المصابين لا يعانون من اعراض لهذه الحالة.
إذا كانت الأعراض ظاهرة يكون العلاج بشكل عام هو المضاد الحيوي . اما عند عدم وجود الأعراض فهي لا تتطلب العلاج. وتشمل الاستثناءات خلال فترة الحمل، واولئك الذين أُجريت لهم عملية زرع كلية حديثاً، الأطفال الصغار مع ارتداد القيحي الكبير، وايضاً اولئك الذين يخضعون لعملية جراحية في المسالك البولية.
البكتيريا الجرثومية بدون اعراض موجودة في حوالي 3% من النساء في منتصف العمر الأصحاء. من بين هؤلاء في دور رعاية المسنين تصل إلى 50% بين النساء و40% بين الرجال. وفي تلك التي لديها معدلات قسطرة المسالك البولية على المدى الطويل هي 100%. ويصل إلى حوالي 10% من النساء يعانين من التهاب في المسالك البولية في سنة معينة، ونصف النساء يعانين من عدوى واحدة على الاقل في مرحلة ما في حياتهن.

## الأعراض

### تجرثم البول اللااعراضي
يقصد به جرثومة قي البول دون أن يصاحبها أعراض في المسالك البولية وهو الأكثر انتشاراً بين النساء المسنات، في أماكن الرعاية طويلة الأجل، مرضى السكري، قسطرة المثانة واصابة الحبل الشوكي.
في النساء الحوامل ترتبط جرثومة البول بانخفاض  الوزن عند الولادة والولادة قبل الأوان وإصابة المولود الجديد. البكتيريا الجرثومية في الحمل تزيد ايضاً من خطر الإصابة بمتلازمة ما قبل تسمم الحمل.

### تجرثم البول العرضي
جرثومة البول التي يصاحبها أعراض التهاب المسالك البولية. وأشهر الأعراض (تكرار الحاجة للتبول، ألم أثناء التبول، ارتفاع في درجة الحرارة، ألم في الظهر).